# 泽伊德普拉斯
泽伊德普拉斯（荷蘭語：Zuidplas，荷蘭語發音：[ˈzœy̯tˌplɑs]，意为“南湖”）是荷兰南荷兰省的一个市镇，建立于2010年1月1日，由莫尔德雷赫特（Moordrecht）、艾瑟尔河畔尼沃凯尔克（Nieuwerkerk aan den IJssel）以及泽芬赫伊曾-穆尔卡佩勒（Zevenhuizen-Moerkapelle）合并而来。